# Compound (leefgemeenschap)
Een compound is een Engels begrip voor een omheinde leefgemeenschap, waarbinnen mensen gemeenschappelijk leven (bijvoorbeeld een grootfamilie) of verwante activiteiten bedrijven. De omheining kan bestaan uit een muur, hekwerk, heg of andersoortige structuur en kan ook worden gevormd door de gebouwen zelf wanneer deze rond een open plek zijn gebouwd of een aaneengesloten gebouw vormen.

## Azië en Afrika
Compounds komen vooral voor in Azië (ook kampong) en Afrika (ook boma en kraal - voor vee). In beide gebieden werd het woord geïntroduceerd door het Britse Rijk. In Azië wordt het tegenwoordig meestal gebruikt voor een verzameling bedrijfsgebouwen of woonhuizen, met name die van Europeanen. In Afrika werd er vroeger een aantal arbeiderswoningen mee aangeduid, maar het wordt nu gebruikt voor elke vorm van gerelateerde of verbonden woningen, met name voor woningen van leden van dezelfde familie of van degenen die werken voor dezelfde werkgever; huizen die behoren tot een boerderij; of een verzameling huizen die bij de Nguni in zuidelijk Afrika ook wel homestead wordt genoemd. De benaming wordt ook gebruikt voor een instelling zoals een school ("school compound") of een bedrijf (bv. "factory compound"). In sommige Afrikaanse landen verwijst het soms naar een grotere verzameling behuizingen als synoniem voor: 1) een homogene township of buitenwijk bestaande uit min of meer identieke huizen die als volkshuisvestingsprojecten zijn gebouwd of; 2) voor een sloppenwijk (bijvoorbeeld Chawama Compound in de Zambiaanse hoofdstad Lusaka).

## Angelsaksische wereld
In westerse Angelsaksische landen als het Verenigd Koninkrijk en de Verenigde Staten wordt het begrip meestal gebruikt voor gefortificeerde nederzettingen die tot doel hebben ongewenste indringers buiten te sluiten. Het kan hierbij gaan om militaire compounds in vijandig gebied (denk bijvoorbeeld aan de Amerikaanse militaire compounds in Irak tijdens de Irakoorlog) of om leefgemeenschappen van extreem rijken, machtige personen (elite), werknemers van bepaalde bedrijven, survivalisten of paranoïde personen (angst voor de buitenwereld) dan wel criminelen, die op deze wijze zich willen wapenen tegen gevaren voor henzelf of hun eigendommen (zie ook gated community).